# Cavallino-Treporti
Cavallino-Treporti är en kommun i storstadsregionen Venedig, innan 2015 provinsen Venedig, i regionen Veneto i Italien. Kommunen hade 13 526 invånare (2018).